# 주세페 펠라
주세페 펠라(이탈리아어: Giuseppe Pella, 1902년 4월 18일 ~ 1981년 5월 31일)는 1953년부터 1954년까지 총리를 지낸 이탈리아의 기독교민주당 정치인이었다. 그는 또한 알치데 데 가스페리의 사망 후, 1954년부터 1956년까지 유럽 의회의 의장이기도 하였다. 재무부에서 그의 경제와 화폐 정책들은 서부 자본주의의 최고 자유주의 전통들에 완고하게 이탈리아의 재건을 기초로 하였다.

## 인물
피에몬테주 발덴고에서 태어났다. 경제학과 상업에서 졸업 후, 그는 당의 우파에서 기독교민주당으로 신봉하였다. 그의 첫 정부 직위는 데 가스페리의 2차와 3차 내각에서 재무부의 차관으로서였다. 데 가스페리 4차 내각에서 그는 재무부 장관이었다.
펠라는 1948년부터 1953년까지 국고부 장관이었고, 자신의 자유주의와 통화주의 정책들의 이유로 어떤 기독교민주당원들은 물론 공산당과 사회당의 대립을 얻었다. 속임수 법률의 실패에 의하여 일어난 정치적 위기 후, 펠라는 신중히 임시 정부에서 총리에 임명되었다. 펠라는 국수주의의 선언이 나올 때 더욱 나가서의 비판을 얻었고, 그는 트리에스테 자유 지구에 관하여 요시프 브로즈 티토와 함께 투쟁을 벌였다.
그는 후에 아도네 촐리(1957 ~ 58)와 안토니오 세니(1959 ~ 60) 아래에서 외무부 장관과 아민토레 판파니(1960 ~ 62) 아래에서 잔액부 장관이었다. 기독교민주당과 사회당 사이의 동맹으로 적대한 그는 줄리오 안드레오티에 의하여 지도된 짧은 기간의 정부에서 재무부 장관이 된 1972년까지 우수한 정치에서 물러났다.
펠라는 1976년까지 상원 의원이었다. 79세의 나이로 로마에서 사망하였다.